# Foro Mediterraneo of Military Associations
El Foro Mediterraneo of Military Associations, FMMA es una organización territorial de asociaciones de militares de la región del Mediterráneo pertenecientes a la European Organisation of Military Associations, EUROMIL.

## Historia
La iniciativa del FMMA nació de la Asociación Unificada de Militares españoles, AUME, la asociación italiana ASSODIPRO y la asociación portuguesa ANS durante el Presidium de EUROMIL celebrado Madrid entre el 25 y 26 de abril del 2008. 
El 13 de marzo de 2010 se firma el acta fundacional del FMMA, como organismo territorial dentro EUROMIL, sumándose a las anteriores: la asociación Italiana PASTRENGO y la asociación de Chipre CAOAC.

## Organización
En 2014 los miembros del FMMA son AUME (España), ASSODIPRO y PASTRENGO (Italia), AOFA, ANS y AP (Portugal) CAOA y N-COACA (Chipre) y asociaciones Griegas. El foro se mantiene abierto a la incorporación de asociaciones y sindicatos de militares de los países mediterráneos que pertenezcan a EUROMIL.

## Actividad
Desde la creación de la iniciativa del FMMA, las asociaciones de los países participantes han estado trabajando estrechamente para sensibilizar sobre la falta de garantías y derechos fundamentales que enfrentan en sus países y colaborar en el seno de EUROMIL para alcanzar, con el apoyo y la solidaridad de otras asociaciones, un estatus de plena dignidad y derechos humanos proclamado por el Consejo de Europa para los militares en sus respectivos países.
Una de las primeras acciones emprendidas por el FMMA tuvo lugar en Madrid en el año 2012, con la presentación de un manifiesto en todos los países del Foro para simbolizar la unidad de los militares del sur de Europa y la situación común a todos ellos, y a sus familias, derivada de los recortes económicos y de derechos. 

## Documentos
- Acta Fundacional del Foro Mediterráneo of Military Associations (FMMA)».